# 閱讀時光
《閱讀時光》（英語： Reading Taiwan Literature），是2015年中華民國文化部為了鼓勵全民閱讀，選出十部文學作品拍成的系列戲劇影片。

## 內容
中華民國文化部為了鼓勵全民閱讀執行計畫，該計劃是將十部不同年代的經典文學，委由稻田電影工作室承製，經由王小棣等多位導演改編為戲劇影片，讓民眾透過螢光幕接觸這些經典文學作品，作品包含《送報伕》、《世紀末的華麗》、《降生十二星座》、《冰箱》、《蛾》、《行走的]》、《晚風細雨》、《老海人洛馬比克》、《後來》、《大象》。

## 影片架構
每部影片都有20分鐘的戲劇，另外再加上5分鐘的訪談紀錄片，紀錄片是邀請學者專家或作者本人對作品、作品的議題進行討論。

## 單元
《送報伕》

原著作家：楊逵

導演：鄭文堂

編劇：王小棣

主要演員：龔昱安、井出直樹、大西由希也、潘親御

《世紀末的華麗》

原著作家：朱天文

導演：沈可尚

編劇：沈可尚、陸欣芷

主要演員：許瑋甯、魯文學、陽靚、馮士哲

《降生十二星座》

原著作家：駱以軍

導演：廖士涵

編劇：詹俊傑

主要演員：陳奕先、莊凱勛、陳雪甄

《冰箱》

原著作家：柯裕棻

導演：王明台

編劇：王明台

主要演員：林辰唏、柯宇綸、莫允雯

《蛾》

原著作家：張惠菁

導演：鄭文堂

編劇：鄭宜農

主要演員：鍾瑶、葉星辰、高英軒、鍾承翰

《行走的樹》

原著作家：季季

導演：王小棣

編劇：王小棣

主要演員：王明台、陳婉婷

《晚風細雨》

原著作家：劉大任

導演：安哲毅

編劇：安哲毅、游如伶

主要演員：勾峰、安原良、王琄

《老海人洛馬比克》

原著作家：夏曼·藍波安

導演：鄭有傑

編劇：鄭有傑

主要演員：郭耕瑀、吳寶芬、謝保芳

《後來》

原著作家：廖玉蕙

導演：王明台

編劇：溫郁芳

主要演員：梅芳、陳季霞、喜翔、陳竹昇

《大象》

原著作家：王登鈺

導演：王小棣

編劇：王小棣

主要演員：尤學廷、林懷馨

## 播放
2015年3月29日於國家地理頻道進行電視首播，首播的單元為《送報伕》，各單元陸續也在台視主頻、星衛娛樂台、星衛HD電影台、公視主頻播放。2017年2月8日－4月8日，《閱讀時光》於美國洛杉磯臺灣書院辦理的「閱讀臺灣-臺灣現代文學經典」展覽中展演。